# 吸毒者 (電影)
《吸毒者》（英語：The Drug Addicts）是由姜大卫执导的香港電影，由狄龙、李司棋、王钟等領銜主演的电影。该电影主要讲述一位毒贩看到自己的朋友因为毒品而堕落，于是决定帮助其戒毒的故事。

## 劇情簡介
有一位毒贩，看到自己的朋友因为毒品而堕落，整日只知道吸毒而不顾一切，于是他决定帮助其戒毒，等他的朋友戒除毒品后，他便决定和自己的朋友等人一起解决掉贩毒团伙，虽说经过努力，贩毒团伙最终覆灭，而这位毒贩也因为重伤不治而死……

## 演员表
- 狄龙
- 王钟
- 秦沛
- 卢迪
- 江岛
- 徐建华
- 卢慧
- 徐发
- 陈绍佳
- 凌峰
- 曾楚霖
- 何柏光
- 李海生
- 姜大卫
- 杨柏尘

## 備註
1. ↑  Hong Kong Urban Council, 香港(中國). 臨時市政局, Hong Kong Leisure and Cultural Services Department, 香港(中國). 康樂及文化事務署, 香港電影資料館.  修訂. 康樂及文化事務署. 2002. ISBN 9627040819.
2. ↑  張徹. . 香港電影資料館出版社. 2002. ISBN 9628050176.
3. ↑  Ain-ling Wong, 黃愛玲. . 香港電影資料館. 2003. ISBN 9628050206.
4. ↑  季华·程. 张骏祥, 季华·程 , 编.  2, 重印. 上海辞书出版社. 1995. ISBN 7532603261.

## 相關連結
- 豆瓣链接 （页面存档备份，存于）
- 互联网电影数据库（IMDb）上《吸毒者》的资料（英文）
- 香港影庫上《吸毒者》的資料（繁體中文）